# 格兰尼达

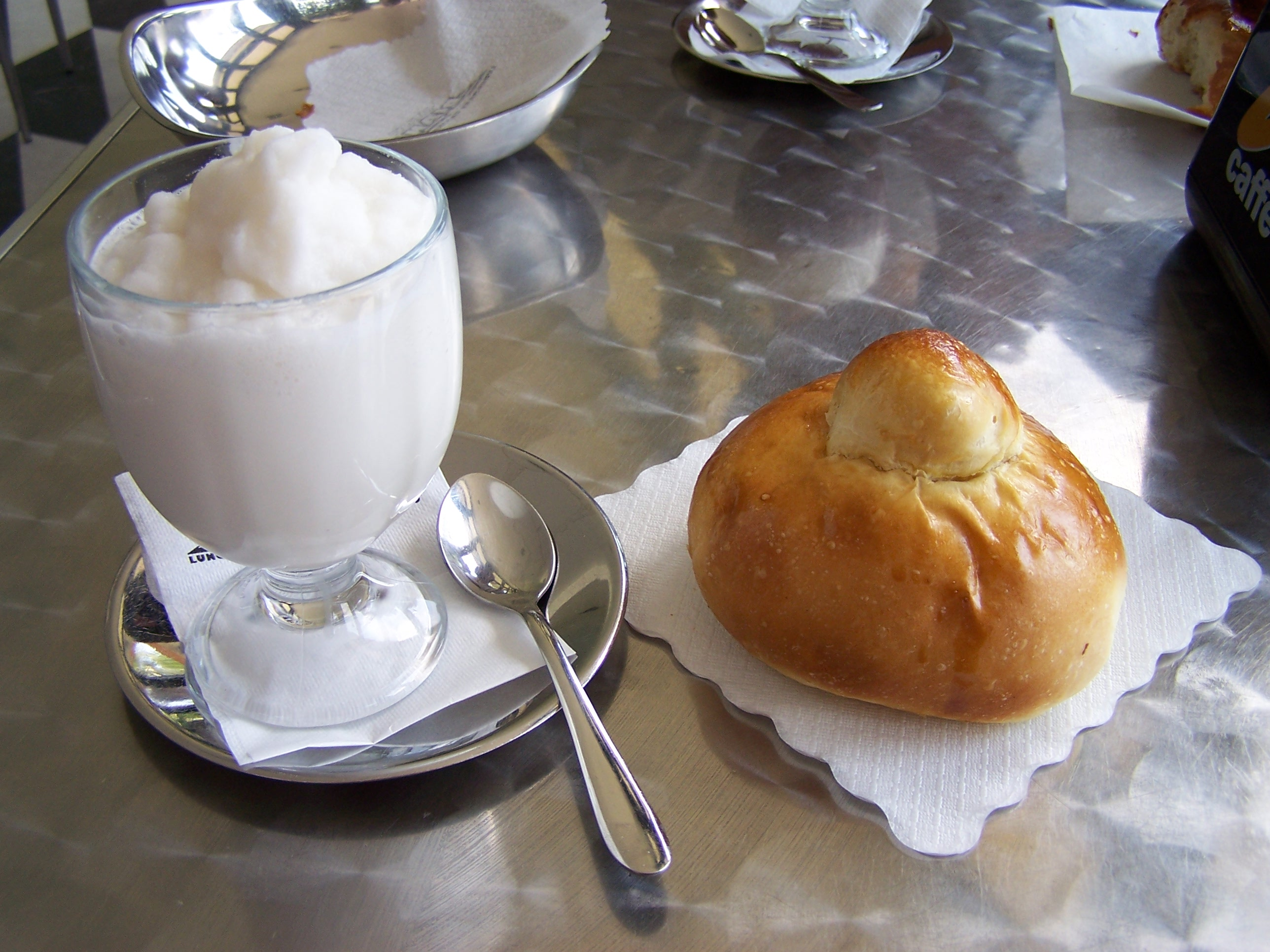
格蘭尼達与布里歐面包

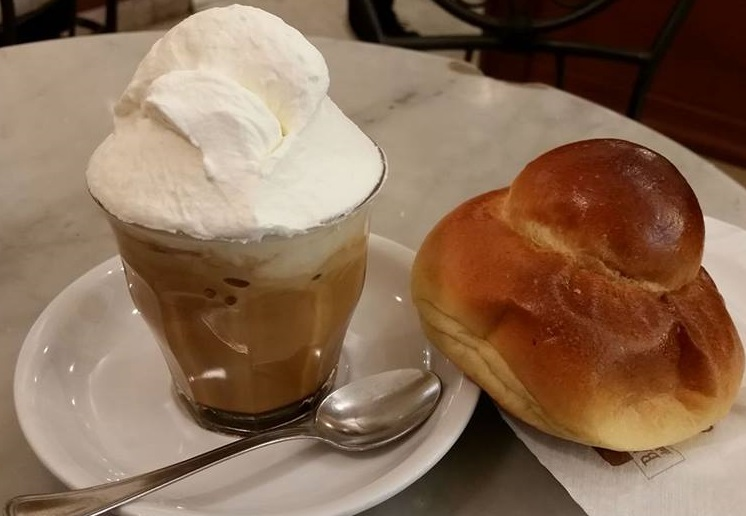
格蘭尼達咖啡与布里歐面包

格兰尼达（義大利語：Granita，亦被称为 Granita siciliana ）亦称为格兰尼塔，是一种由糖、水以及各种调味剂制成的介于雪糕和刨冰之间的半冷冻甜品。它源自西西里岛，在意大利各地得到广泛食用。同时，与雪酪相比它的结晶质地更粗。

## 食用习俗
格兰尼达搭配咖啡在西西里美西納非常普遍，而杏仁格兰尼达则在卡塔尼亞广受欢迎。在夏季，格兰尼达与布里歐面包组合是最为常见的早餐选择。依当地习惯，人们通常撕开面包，蘸取格兰尼达来食用。   